# 楚歐斯人
楚歐斯人，是葉門阿拉伯人哈德拉米人在印度德干地區的後裔，同時也可在巴爾幹半島的波士尼亞與黑山發現他們。他們人口約600000人。
楚歐斯這名在奧斯曼帝國時代出現，即守衛宮殿的軍官。他們也與古吉拉特邦的阿拉伯裔印度人有共同起源。
在海得拉巴的阿拉伯社團是一個中心連接葉門政府與當地哈德拉米人，保護他們在葉門的權利。